# Daniel Dajani
Pour les articles homonymes, voir Dajani.
Daniel Demetrius Dajani, né le 2 décembre 1906 à Blinisht (Albanie) et mort (exécuté) le 5 mars 1946 à Shkodër (Albanie), est un prêtre catholique albanais de la Compagnie de Jésus, assassiné in odium fidei lors de la persécution religieuse menée par le régime communiste d'Enver Hoxha. Béatifié en 2016 il est liturgiquement commémoré le 4 mars.

## Biographie
Le 8 juillet 1926, il entre au noviciat de la Compagnie de Jésus à Gorizia. Il complète ses études en philosophie et théologie à Chieri. Daniel Dajani reçoit l'ordination sacerdotale le 15 juillet 1938, et en 1940, est envoyé à Shkodër comme professeur.
Après le retrait des Allemands des territoires albanais en 1944, la situation pour le clergé catholique commence à devenir difficile à cause de l'hostilité du régime communiste mis en place par Enver Hoxha.
Daniel Dajani est nommé recteur du séminaire pontifical de Shkodër en 1945. Pour son attachement à l'Église catholique et sa fidélité au pape, il est arrêté le 31 décembre 1945 avec Giovanni Fausti. Le 22 février 1946, il est jugé comme traître de la nation et espion du Saint-Siège. Il est fusillé par un peloton d'exécution le 4 mars suivant.

## Béatification et canonisation
- 10 novembre 2002: introduction de la cause en vue de sa béatification
- 26 avril 2016: l'Église catholique le reconnait comme martyr de la foi et le pape François signe le décret de béatification.
- 5 novembre 2016: Cérémonie de sa béatification, avec l'ensemble des martyrs d'Albanie, dans la cathédrale de Shkodër, célébrée par le cardinal Angelo Amato, représentant du pape. La commémoration liturgique est fixée au 4 mars.